# Channeling (fisica)
In fisica il channelling o channeling (dall'inglese incanalamento) è un fenomeno che consiste nella modifica delle traiettorie di fasci ionici (o di particelle cariche) in un materiale cristallino solido, detto anche incanalamento di fasci, che avviene quando un fascio di ioni è accuratamente allineato con una direzione ad alta simmetria di un cristallo.
L'interazione di un fascio di particelle cariche o di ioni con un materiale può dar luogo ad un'ampia varietà di fenomeni fisici, come lo scattering elastico, anelastico, processi di perdita di energia, reazioni nucleari, emissione di elettroni secondari ed altri fenomeni. Ognuno di essi è caratterizzato da una sezione d'urto (cross section) che esprime la probabilità che quello specifico fenomeno accada, dato uno specifico materiale e uno specifico fascio. Le sezioni d'urto sono in genere espresse per un materiale isotropo e omogeneo, dove gli atomi del materiale sono da considerarsi disposti casualmente, o possono presentare solo un ordine locale. In queste condizioni, la sezione d'urto è indipendente dalla direzione del vettore quantità di moto del fascio, ovvero al variare dell'angolo di entrata del fascio ionico in un materiale, la sezione d'urto non si modifica.
Nel caso di materiali monocristallini, gli atomi sono disposti ordinatamente in una struttura e la sezione d'urto dei fenomeni derivanti dall'interazione del fascio con il materiale diventa fortemente dipendente dall'orientazione reciproca tra il cristallo e il fascio incidente.
In generale, l'interazione fra ione incidente e il materiale può essere divisa in due grandi categorie: le interazioni ione-elettroni e ione-nuclei. Le interazioni ione-elettroni danno origine ai principali meccanismi di perdite di energia degli ioni incidenti e di quelli diffusi nei materiali, mentre le interazioni ione-nuclei sono alla base di diversi fenomeni fisici su cui si basano le tecniche di analisi con fasci ionici, tra i quali anche il fenomeno del channeling.

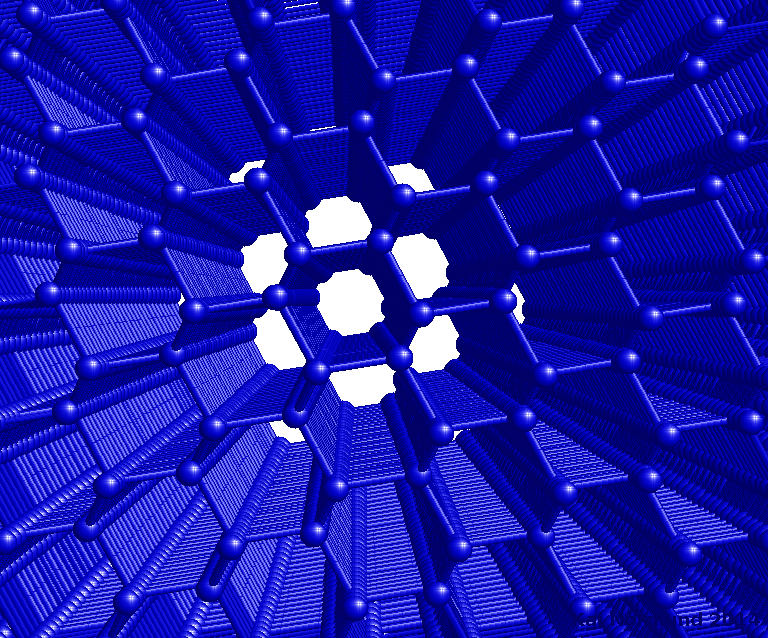
Fig.1 Rappresentazione di un cristallo di silicio spesso circa 12nm visto dalla direzione cristallografica 110.

Il fenomeno del channeling è facilmente riscontrabile durante l'uso di tecniche di analisi a fascio ionici (ion beam analysis) con materiali cristallini, prima tra tutte la tecnica Rutherford backscattering spectrometry (RBS), dove fasci di ioni (come H+ o 4He+) sono utilizzati ad energie in genere tra 100 keV - 5 MeV per analizzare materiali, sfruttando le interazioni ione-nucleo per ricavare informazioni composizionali o strutturali. Tuttavia fenomeni di channeling sono comunemente riscontrati in un'amplissima gamma di energie, anche in fasci altamente energetici dell'ordine di GeV - TeV. Sono visibili fenomeni di channeling sia con fasci carichi positivamente, sia negativamente.

## Meccanismo
In generale, si può sempre assumere che la distribuzione di flusso di ioni incidenti su un materiale sia uniforme in tutti i siti atomici del materiale bersaglio. Questa condizione diventa non vera qualora il campione sia un materiale monocristallino, a causa dell'interazione che il fascio ionico ha con il materiale. In particolare, il fenomeno del channeling genera una variazione della probabilità dell'interazione tra un fascio ionico e i nuclei di un materiale cristallino, dovuto alla periodicità del potenziale nucleare, rendendo le traiettorie del fascio ionico all'interno del materiale localizzate principalmente tra i filari atomici anziché omogeneamente distribuite all'interno del solido. 

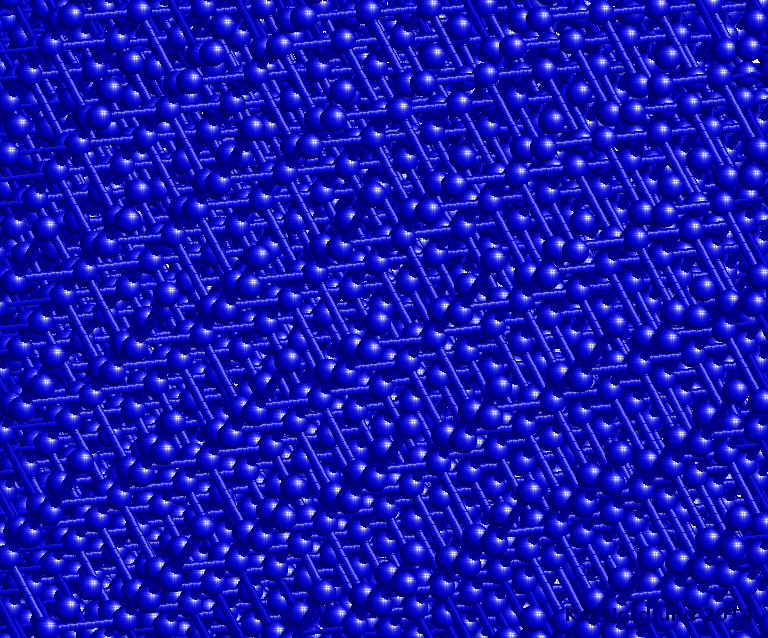
Fig.2 Rappresentazione grafica di un cristallo di silicio (come in Fig.1) con vista non allineata a nessuno direzione cristallografica.

Una immagine geometrica del fenomeno può essere data dall'incanalamento degli ioni incidenti in un materiale che espone una faccia a bassi indici di Miller. Il fascio incide in un materiale monocristallino e la struttura che il fascio "vede" può essere immaginata come una sequenza di atomi allineati e coperti con ampi spazi vuoti tra i filari di atomi (vedi Fig.1). Occorre pertanto che vi sia un allineamento tra la traiettoria del fascio e il cristallo per poter avere il fenomeno di channeling; infatti, nel caso non vi sia un allineamento, la disposizione degli atomi può essere non efficace per avere degli effetti di incanalamento (vedi Fig.2). Gli ioni che attraversano il materiale possono essere visti come delle cariche positive (nel caso più comune di fasci positivi, che si trattano in questa sezione) in moto in un potenziale repulsivo, dato dai nuclei dei singoli atomi che compongono il materiale. Il fascio di ioni incide inizialmente con distribuzione uniforme sulla superficie del campione. Di conseguenza il primo atomo di ogni riga presenta una probabilità di interazione analoga a quella tipica di un materiale amorfo. Esso però è la sorgente di un potenziale repulsivo per le cariche positive incidenti che genera un “volume proibito” noto come “cono d’ombra” che impedisce (o riduce fortemente) la probabilità di interazione del fascio con gli atomi immediatamente retrostanti. Solo se, a seguito di vibrazione termica o di un difetto cristallografico, gli atomi retrostanti si trovano spostati dalla loro posizione reticolare regolare fino ad uscire dal cono d'ombra, l’interazione diventa possibile. A seguito dell’azione del potenziale repulsivo delle righe (o piani) atomici gli ioni incidenti subiscono delle deflessioni che li portano su delle traiettorie oscillanti all’ interno del “canale”. Gli ioni che hanno attraversato la superficie del cristallo in una posizione centrale nel canale subiranno piccole deflessioni e proseguiranno con traiettorie che si discostano poco dal centro del canale. La loro probabilità di interazione sarà quindi particolarmente bassa. Gli ioni più “periferici” descriveranno invece oscillazioni all'interno del canale dato dalla disposizione ordinata dei nuclei.
È dunque possibile incanalare degli ioni in un cristallo lungo direzioni diverse, ed in particolare tra piani cristallografici o lungo assi cristallografici. Da qui ne deriva che, a seconda dell'allineamento scelto, si possa parlare di due tipi di incanalamento: channeling assiale o channeling planare.
Il fenomeno del channeling provoca una diminuzione della probabilità dell'interazione tra gli ioni del fascio incidente e i nuclei ordinati del materiale a causa del potenziale periodico nucleare che confina le traiettorie degli ioni lontano dai filari nucleari. È bene specificare che questo fenomeno interessa solo una porzione di materiale cristallino, in genere individuabile tra qualche nanometro sotto la superficie del cristallo (i primi atomi "vedono" ancora un fascio uniforme e non incanalato) fino a qualche centinaio di nanometri di profondità, a causa dell'effetto di fenomeni che deteriorano l'incanalamento del fascio via via che si procede verso la profondità del materiale. Qualsiasi imperfezione del cristallo, sia essa un difetto puntuale, una dislocazione, dei precipitati, dello strain, causa una rottura della simmetria cristallina e quindi una modifica del potenziale periodico; pertanto, le traiettorie incanalate degli ioni possono essere modificate da questi difetti, facendo sì che il fascio si possa anche de-incanalare.
Anche supponendo di avere un cristallo perfetto, vi sono comunque fenomeni che degradano l'incanalamento degli ioni via via che il fascio penetra in un materiale, dando luogo al fenomeno del de-channeling. Il primo è dovuto alla perdita di energia degli ioni che si ha all'aumentare della penetrazione degli ioni nel cristallo, mentre il secondo è dovuto all'aumento dell'energia trasversa degli ioni dovuta alle collisioni multiple con gli elettroni e con gli atomi leggermente fuori sito. Quest'ultimo caso può essere dato anche dal semplice moto termico dei nuclei, il quale contribuisce significativamente alla probabilità di scattering degli ioni incanalati con i nuclei e quindi anche al de-channeling.
La trattazione classica coulombiana del fenomeno, in parte qui presentata, oltre ad essere di più facile trattazione, può essere giustificata dal fatto che le particelle che in genere vengono utilizzate per esperimenti di channeling o di ion beam analysis presentano energie comprese tra le centinaia di keV e fino a qualche MeV, e riguardano particelle o ioni relativamente pesanti come 4He+. In questi casi si possono trascurare effetti di diffrazione nell'interazione ione-cristallo ed ammettere una trattazione classica del problema. È utile sottolineare che la trattazione fin qui riportata si è focalizzata sul fenomeno di channeling di fasci carichi positivamente, ma in linea generale sono possibili fenomeni di channeling anche con fasci negativi.

## Applicazioni
Il fenomeno del channeling viene generalmente utilizzato nelle tecniche di ion beam analysis per effettuare analisi di cristallinità o di difettualità in cristalli. Le analisi cristallografiche sono in genere eseguite in congiunzione con la tecnica Rutherford backscattering spectrometry (RBS), sfruttando l'allineamento del fascio ionico con il materiale e andando a studiare l'incanalamento del fascio in diverse orientazioni cristallografiche. In particolare, il parametro principale che si può valutare è l'efficienza di channeling data da un determinato materiale allineato ad un fascio con un particolare piano o asse. Andando a valutare le efficienze di channeling di diversi assi e/o piani è possibile effettuare delle analisi di localizzazione reticolare di impurezze in un cristallo, come ad esempio determinare la posizione di atomi droganti all'interno di una cella cristallografica in un materiale semiconduttore. Sono anche possibili caratterizzazioni delle distribuzioni in profondità di difetti o lo studio della cristallografia di strati epitassiali rispetto al loro substrato. Il fenomeno del channeling inoltre può anche essere utilizzato per modificare la rate di interazione nucleare in target cristallini, ad esempio allo scopo di massimizzare la probabilità di reazione tra un fascio ionico e un materiale cristallino.
Il fenomeno del channeling è anche utilizzato per applicazioni di manipolazione di fasci ionici: la curvatura di fasci di alte energie è una applicazione studiata recentemente, come anche lo studio della generazione di radiazione tramite l'utilizzo di materiali monocristallini curvati.

## Descrizione classica
La trattazione delle rese di ioni scatterati o prodotti da una reazione presuppongono che gli eventi di interazione ione-nucleo siano del tutto non correlati. Una trattazione analitica classica del processo di incanalamento è dovuta a Lindhard che nel 1965 propose una trattazione che ancora al giorno d'oggi rimane quella di riferimento. Egli ha proposto un modello che si basa essenzialmente sugli effetti di un potenziale repulsivo continuo generato dalle righe o dai piani dei nuclei atomici disposti ordinatamente in un cristallo. Il potenziale continuo non è altro che la media in una riga o su un piano atomico dei singoli potenziali coulombiani dei nuclei aventi carica {\displaystyle eZ_{2}} e schermati dalla nuvola elettronica.
Il potenziale schermato proposto da Lindhard è:
{\displaystyle V(r)=Z_{1}Z_{2}e^{2}\left({\frac {1}{r}}-{\frac {1}{\sqrt {r^{2}+C^{2}a^{2}}}}\right)}
dove r rappresenta la distanza dal nucleo, {\displaystyle C^{2}} è una costante pari a 3 ed a è il raggio di schermo di Thomas-Fermi:
{\displaystyle a={\frac {0.885~a_{0}}{({\sqrt {Z_{1}}}+{\sqrt {Z_{2}}})^{2/3}}}}
con {\displaystyle a_{0}} pari al raggio di Bohr (=0.53Å il raggio della più piccola orbita dell'atomo di Bohr). L'ordine di grandezza di a raggio di schermo è in genere pari a 0.1-0.2 Å.
Considerando ora il caso di channelling assiale, se d è la distanza tra due successivi atomi di una riga atomica, la media lungo tale riga del potenziale è pari a:
{\displaystyle U_{a}(\rho )={\frac {1}{d}}\int _{-d/2}^{d/2}V\left({\sqrt {z^{2}+\rho ^{2}}}\right)~dz={\frac {Z_{1}Z_{2}e^{2}}{d}}~ln\left(\left({\frac {C_{a}}{\rho }}\right)^{2}+1\right)}
con {\displaystyle \rho } pari alla distanza tra righe atomiche. Il potenziale così ricavato è un potenziale continuo generato da una stringa di atomi con numero atomico {\displaystyle Z_{2}}e distanza media d tra i nuclei.
L'energia degli ioni incanalati, aventi numero atomico {\displaystyle Z_{1}} è esprimibile come:
{\displaystyle E={\frac {p_{\shortparallel }^{2}}{2M}}+{\frac {p_{\perp }^{2}}{2M}}+\left(U_{a}(\rho )-U_{min}\right)}
dove {\displaystyle p_{\shortparallel }} e {\displaystyle p_{\perp }} sono rispettivamente le componenti parallele e perpendicolari della quantità di moto del proiettile rispetto alla direzione della stringa di atomi considerata. Il potenziale {\displaystyle U_{min}} rappresenta il minimo potenziale del canale, tenuto conto della sovrapposizione dei potenziali generati dalle varie righe atomiche all'interno del cristallo.
Ne deriva pertanto che le componenti della quantità di moto sono:
{\displaystyle p_{\perp }=psin(\psi ),~~p_{\shortparallel }=pcos(\psi )}
dove {\displaystyle \psi } è l'angolo tra la direzione del moto dello ione e la direzione assiale cristallografica considerata.
Trascurando i processi di perdita di energia, la quantità {\displaystyle {\frac {p_{\shortparallel }^{2}}{2M}}} si conserva nel moto dello ione incanalato e la conservazione dell'energia può essere formulata come segue:
{\displaystyle E_{\perp }={\frac {p_{\perp }^{2}}{2M}}+(U_{a}(\rho )-U_{min})={\frac {p^{2}sin(\psi )^{2}}{2M}}+(U_{a}(\rho )-U_{min})}
L'equazione espressa è anche nota come espressione della conservazione dell'energia trasversa. È inoltre lecito approssimare il termine {\displaystyle sin(\psi )\approx \psi } dato che si considera un buon allineamento tra ione e asse cristallografico.
Si può ora considerare la condizione di incanalamento la condizione per la quale uno ione è incanalato se la sua energia trasversa non è sufficiente per superare l'altezza della barriera di potenziale creata dalle stringhe di nuclei ordinati. E' pertanto utile chiamare "energia critica" {\displaystyle E_{c}} quella energia trasversa sotto la quale uno ione è incanalato, mentre se la supera, uno ione sarà de-incanalato.
{\displaystyle U_{a}(\rho _{c})-U_{min}=E_{c}}
I valori tipici di {\displaystyle E_{c}} sono di poche decine di eV, dato che {\displaystyle \rho _{c}} distanza critica è quella del raggio di schermo, ovvero 0.1-0.2 Å.
Saranno incanalati pertanto tutti gli ioni con energia trasversa minore di {\displaystyle E_{c}}.
Nel caso di {\displaystyle \psi _{0}=0} (allineamento perfetto tra ione e asse cristallografico) saranno de-incanalati tutti gli ioni con parametro d'impatto {\displaystyle \rho <\rho _{c}}.
{\displaystyle \chi _{min}={\frac {\pi \rho _{c}^{2}}{\pi r_{0}^{2}}}=Nd(\pi \rho _{c}^{2})}
dove {\displaystyle \pi r_{0}^{2}={\frac {1}{Nd}}} è l'area occupata da ciascuna riga di atomi aventi una distanza media d in un materiale con densità N (atomi/cm^3). Pertanto {\displaystyle \chi _{min}} rappresenta (una stima) della minima frazione di ioni de-incanalati che si può ottenere da un materiale perfettamente allineato al fascio ionico. Nel caso di silicio <110> si può calcolare una {\displaystyle \chi _{min}=1.35~10^{-2}}, in buon accordo con i valori sperimentali.
Ulteriori considerazioni possono essere fatte considerando il moto di vibrazione termica dei nuclei: per questa trattazione si rimanda alla referenza.
Possiamo definire anche un angolo critico {\displaystyle \psi _{c}} tale per cui se lo ione entra con un angolo minore dell'angolo critico sarà incanalato viceversa la sua energia trasversa gli permetterà di fuggire al potenziale periodico.
{\displaystyle \psi _{c}={\sqrt {\frac {U(r_{min})}{E}}}}
Utilizzando il potenziale di Lindhard e assumendo come distanza di minimo avvicinamento l'ampiezza di vibrazione termica {\displaystyle \rho }.
{\displaystyle \psi _{c}(\rho )={\sqrt {\frac {Z_{1}Z_{2}e^{2}}{Ed}}}\left[ln\left({\frac {C_{a}}{\rho }}\right)^{2}+1\right]^{1/2}}
Valori tipici di angoli critici (a temperatura ambiente) sono per il Silicio <110> 0.71°, per il Germanio <100> 0.89°, per Tungsteno <100> 2.17°.
Similmente a quanto descritto fino ad ora, simili considerazioni possono essere fatte anche per il channeling planare. In questo caso, la media dei potenziali atomici farà sì che gli ioni siano confinati tra piani di cariche che corrispondono a un potenziale planare continuo {\displaystyle U_{p}(\rho )}.
{\displaystyle U_{p}(y)=Nd_{p}\int V\left({\sqrt {y^{2}+r^{2}}}\right)~2\pi r~dr=2\pi Z_{1}Z_{2}e^{2}aNd_{p}\left({\sqrt {\left({\frac {y}{a}}\right)^{2}+C^{2}}}-{\frac {y}{a}}\right)}
dove {\displaystyle Nd_{p}} sono il numero medio di atomi per unità d'area nel piano, {\displaystyle d_{p}} è la spaziatura dei piani e y è la distanza dal piano. Il channeling planare presenta angoli critici che sono un fattore 2-4 più piccoli degli analoghi assiali e un {\displaystyle \chi _{min}} che è sostanzialmente maggiore del channeling assiale, con valori che sono attorno al 10-20% in confronto ai valori >99% del channeling assiale. Per una trattazione completa del channeling planare si rimanda alla referenza.